# Horst Remane

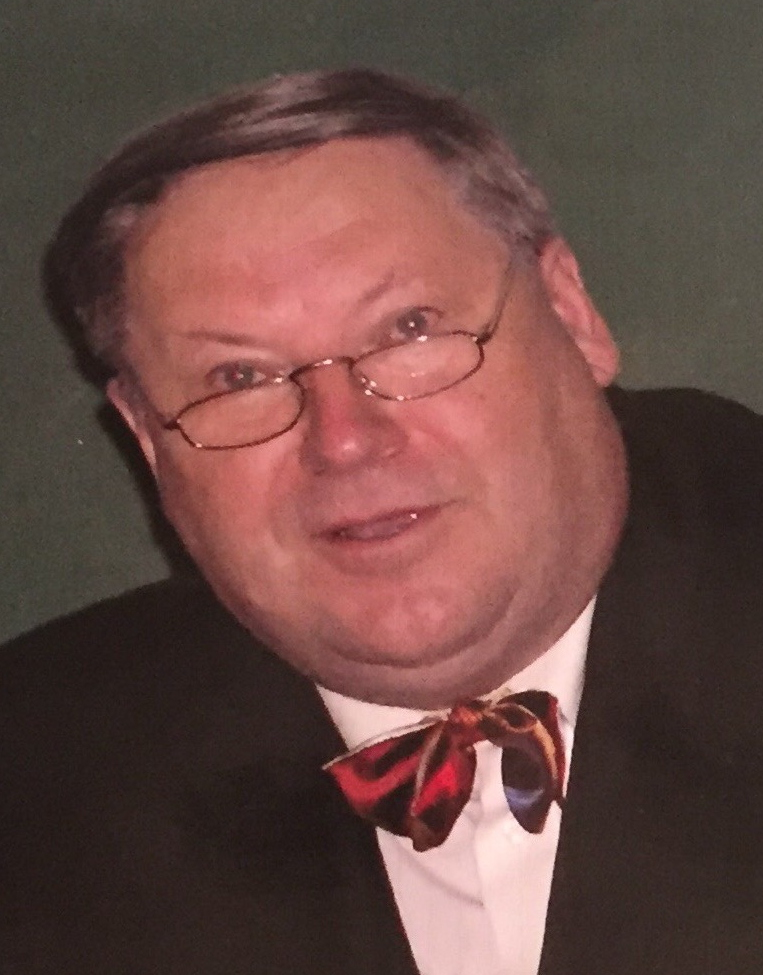
Horst Remane (2018)

Horst Remane (* 29. Mai 1941 in Lauchhammer; † 21. Dezember 2018 in Leipzig) war ein deutscher Wissenschaftshistoriker und Chemiker.

## Leben
Remane studierte Chemie an der Universität Leipzig. 1966 absolvierte er sein Diplom, danach war er Assistent und Oberassistent an der Sektion Chemie der Universität Leipzig. 1970 wurde er zum Dr. rer. nat. promoviert, 1978 habilitierte er sich. Ab 1980 war er Oberassistent für Chemiegeschichte am Karl-Sudhoff-Institut für Geschichte der Medizin und der Naturwissenschaften an der Universität Leipzig. Zeitweise studierte er am Kabinett für Geschichte der Chemie an der Lomonossow-Universität Moskau. 1987 wurde er zum Hochschuldozenten für Geschichte der Naturwissenschaften an die Pädagogische Hochschule Halle berufen. Seit 1993 war er in gleicher Funktion an der Martin-Luther-Universität Halle-Wittenberg tätig, wo er 2004 zum apl. Professor ernannt wurde. Im Sommersemester 1993 absolvierte Remane ein Arbeitssemester an der University of California und der Chemical Heritage Foundation in Philadelphia. Remane war Mitglied des Sonderforschungsbereiches 482 („Ereignis Weimar-Jena, Kultur um 1800“).
Ab 2012 war er korrespondierendes Mitglied der Académie internationale d’histoire des sciences. Remane war unter anderem Autor zahlreicher Aufsätze („Meilensteine der Chemie“) in den Nachrichten aus der Chemie, der Mitgliederzeitschrift der Gesellschaft deutscher Chemiker über Chemiegeschichte.

## Veröffentlichungen (Auswahl)
- Siegfried Hauptmann, Jürgen Graefe, Horst Remane: Lehrbuch der organischen Chemie, Leipzig : Deutscher Verlag für Grundstoffindustrie, 1976 (russische Übersetzung 1979).
- Horst Remane, Rainer Herzschuh: Massenspektrometrie in der organischen Chemie, Berlin : Akademie-Verlag 1977, Reihe Wissenschaftliche Taschenbücher; Bd. 200 : Reihe Chemie.
- Horst Remane, Christine Schmoll: Chemie an der Universität Halle (Saale) (im Auftr. des Fachbereiches Chemie der Martin-Luther-Universität Halle-Wittenberg vorgestellt von Horst Remane und Christine Schmoll), Berlin : Verlag für Wissenschafts- und Regionalgeschichte Engel 1997, ISBN 3-929134-17-9.
- Horst Remane und Levi Tansjö: Briefwechsel von Emil Fischer mit Svante Arrhenius aus den Jahren 1902 bis 1919 : Edition und Kommentierung, Heidelberg : Barth 2000, (Reihe Deutsche Akademie der Naturforscher Leopoldina: Acta historica Leopoldina; Nr. 33), ISBN 3-8304-5095-8.
- Horst Remane, Peter Nuhn: Pharmazie in Halle (Saale) : historische und aktuelle Aspekte, Berlin : Verl. für Wiss.- und Regionalgeschichte Engel 2002 (Reihe Stätten pharmazeutischer Praxis, Lehre und Forschung; Bd. 1), ISBN 3-929134-41-1.
- Horst Remane, Sybille Fischer (Hrsg.): Das Eisenwerk Lauchhammer unter den Grafen von Einsiedel: Festschrift 20 Jahre Kunstgussmuseum Lauchhammer 2013, Freiberg : Drei-Birken-Verlag 2013, ISBN 978-3-936980-39-4.
- mit M. Mühlstädt und J. Graefe: Über 2-Methylen-cycloalkanone-(1) der Ringgrößen C11 bis C13, Zeitschrift für Chemie 9 (1969) 303–304.
- mit R. Borsdorf und M. Mühlstädt: Thiacyclooctanon-(3) – ein neues schwefelhaltiges Achtringketon, Journal für praktische Chemie 312 (1970) 1058–1062.
- mit J. Graefe und R. Herzschuh: Massenspektren alicyclischer Verbindungen – II: Ionisationspotentiale von cis- und trans-Cycloalkenen, Zeitschrift für Chemie 12 (1972) 194–195.
- mit R. Borsdorf und H. Freytag: Transanulare Wasserstoffbrücken in 4-Hydroxy-1-thiacycloheptanen, Journal für praktische Chemie 314 (1972) 296–302.
- mit R. Borsdorf, E. Kleinpeter und M. Gallus: Exo/endo-Doppelbindungsisomerisierungen an schwefelhaltigen Sechsringverbindungen, Zeitschrift für Chemie 13 (1973) 220–221.
- mit R. Borsdorf, U. Ziegler, H.-J. Köhler und M. Scholz: Untersuchungen zur MO-theoretischen Interpretation von Konformationsgleichgewichten in gesättigten Heterocyclen, Journal für praktische Chemie 316 (1974) 773–780.
- mit H. Werner und R. Fehre: Massenspektren alicyclischer Verbindungen – V: Massenspektrometrische Untersuchungen an Cyclohexen-(4)-dicarbonsäure-(1,2)-anhydriden, Tetrahedron 31 (1975) 2972–2975.
- mit H.-J. Deutscher, M. Schierhorn und G. Kraus: Gaschromatographische und massenspektrometrische Untersuchung von cis- und trans-isomeren 4-Alkylcyclohexancarbonsäureestern, Fresenius Zeitschrift für Analytische Chemie 314 (1983) 476–478.
- Horst Remane: Zur Herausbildung der technischen Campher-Synthese, Arbeitsblätter zur Wissenschaftsgeschichte (Halle) (1983), 31–39.
- mit W. Girnus: Meilensteine der Chemie 2016, Nachrichten aus der Chemie 64 (2016), 43–56.